# Combate de Curapalihue
El Combate de Curapalihue fue una batalla de la Patria Nueva chilena, entre realistas españoles contra el Ejército Unido Libertador de Chile -coalición del Ejército de los Andes y cuerpos milicianos chilenos - liderado por el brigadier argentino Juan Gregorio de Las Heras. El combate se desarrolló en el sector de Curapalihue, muy cerca de Concepción por el camino a Florida el 4 de abril de 1817.
El general en jefe del ejército patriota José de San Martín había dado la orden al brigadier Las Heras de ir al sur, encontrándose al efecto con una fuerza realista de 500 infantes y 100 milicianos a caballo, enviados desde Concepción por José Ordóñez.
La tropa española estaba al mando del teniente coronel Juan José Campillo.
El combate empezó a la una y media de la madrugada por el ataque sorpresivo de Campillo. Este fracasó en su plan y se retiró a Concepción dejando diez muertos y siete prisioneros.
Las pérdidas del Ejército Unido fueron escasas.
El término curapalihue es un topónimo araucano, compuesto de kurá, piedra, y palihue, cancha donde se juega a la chueca. Una calle en la ciudad de Buenos Aires recuerda este combate, con su nombre en la forma Curapaligüe.